# 阿泽利塞斯

阿泽利塞斯（希腊语： Αζιλίσης , 钱币铭文写作  ； 佉卢文 : 𐨀𐨩𐨁𐨫𐨁𐨮 ,   ) 是一位印度-斯基泰国王，大约在公元前 57-35 年统治着犍陀罗地区。

## 名字
阿泽利塞斯的名字出现在他所发行的货币上，其中希腊文形式为（Αζιλίσης) 和佉卢文形式为 ( 𐨀𐨩𐨁𐨫𐨁𐨮 ), 它们均源自塞语名字，意为“统帅”。 

## 铸币
阿泽利塞斯与阿泽斯共同发行了一些同时出现二人名字的钱币，其中阿泽斯在正面的希腊文币文中被称为“伟大的王中之王”（ΒΑΣΙΛΕΩΣ ΒΑΣΙΛΕΩΝ ΜΕΓΑΛΟΥ ΑΖΟΥ ），而阿泽利塞斯在背面的佉卢文币文中被称为“大王 王中之王 伟大的阿泽利塞斯”（Maharajasa rajarajasa mahatasa Ayilisasa）。 